# ريك برلين
ريك برلين (بالإنجليزية: Rick Berlin)‏ هو مغن مؤلف ومغني أمريكي، ولد في 1945.